# Butterfree
Butterfree (/ˈbʌtərfriː/, tiếng Nhật: バタフリー) là một loài Pokémon trong thương hiệu Pokémon của hãng Nintendo và Game Freak. Về quá trình phát triển, Caterpie là loài gốc, sau đó tiến hóa lên Metapod và cuối cùng là Butterfree. Loài này được giới thiệu lần đầu trong phần Pokémon Red và Blue năm 1996, là một trong những Pokémon đầu tiên mà người chơi có thể sở hữu và tiến hóa sớm hơn so với hầu hết các loài khác. Kể từ khi ra mắt, Butterfree đã xuất hiện trong nhiều trò chơi trong sê-ri này, bao gồm Pokémon Go, Pokémon Trading Card Game cũng như các loại văn hóa phẩm khác.
Pokémon thuộc hệ Bọ và Bay này được thiết kế dựa trên hình dạng loài bướm, trong khi Caterpie và Metapod có bề ngoài lần lượt giống sâu bướm và nhộng. Butterfree có thân màu tím, chân màu xanh lam, mắt đỏ, có hai râu và đôi cánh lớn màu trắng viền đen.
Trong anime Pokémon, Butterfree là một trong số những Pokémon của nhân vật chính Ash Ketchum, tiến hóa từ con Caterpie mà anh bắt được.

## Đánh giá
Một số ý kiến cho rằng Butterfree thực tế là bản tiến hóa của Venonat do có sự tương đồng về màu sắc, râu. Trong khi đó, Venomoth, bản tiến hóa gốc của Venonat, lại được cho là giống với Caterpie và Metapod.
Butterfree là một trong những Pokémon quen thuộc và mang tính biểu tượng nhất của thương hiệu. Tập phim "Bye-Bye Butterfree" khi con Pokémon này rời khỏi đội của Ash được đánh giá là một trong những tập xúc động nhất của sê-ri.